# Individu alfa
«Individu alfa» és el terme proposat per L. David Mech l'any 1970 per tal de referir-se als individus dominants de certs grups socials d'animals; en el cas de Mech, es basava en les poblacions de llop que ell havia estudiat. El terme, ràpidament, va començar-se a emprar en multitud d'estudis malgrat que el propi Mech va escriure, en reiterades ocasions, que aquesta mena de terminologia, almenys en el cas dels llops, era impresisa i desfassada.
Tot i això, el terme «individu alfa» és emprat actualment per molts investigadors per tal de referir-se als individus més elevats, jeràrquicament, dins el grup social. En són exemple, els elefants marins, els babuins, múrids o ximpanzés, entre d'altres. Així mateix, hi ha nombrosos estudis i publicacions que adverteixen, com va fer Mech, de les problemàtiques de la terminologia.